# Сборная Албании по футболу
Сбо́рная Алба́нии по футбо́лу (алб. Kombëtarja shqiptare e futbollit) — команда, представляющая Албанию на международных турнирах по футболу. Управляющая организация — Федерация футбола Албании. Сборная была образована ещё до появления Ассоциации футбола Албании и была зарегистрирована для участия в Балканском кубке 1929 года, но снялась до его начала. Первую свою игру она провела официально только в 1946 году против Югославии. Вступила в ФИФА в 1932 году, в УЕФА в 1954 году.
Первым турниром в истории сборной Албании стал Чемпионат Европы 2016 года, на который она квалифицировалась 11 октября 2015 года. На турнире сборная Албании заняла 3-е место в группе, но не смогла выйти в плей-офф по дополнительным показателям.
По состоянию на 4 апреля 2024 года сборная в рейтинге ФИФА занимает 66-е место.

## История

### XX век

#### Становление
Сборная Албании в XX веке являлась аутсайдером европейского футбола, не добиваясь значительных успехов. С натяжкой успехами можно назвать несколько результатов: в отборочном турнире к чемпионату Европы 1964 года Албания прошла в 1/16 финала сборную Греции исключительно из-за её отказа, а в следующем раунде проиграла со счётом 1:4 по сумме двух встреч Дании. В отборе на чемпионат Европы 1968 года Албания сыграла неожиданно вничью 0:0 с Германией, и эта ничья стоила немцам попадания на чемпионат Европы. По ряду неизвестных политических причин Албания пропустила почти все квалификационные турниры к чемпионатам Европы и мира вплоть до 1980 года.

#### 1980-е годы
Некоторые сдвиги начались в 1980-е годы: в отборе на чемпионат мира 1982 года Албания и Финляндия проиграли 7 матчей из 8, одержав по одной победе, и лишь худшая разница мячей у Финляндии не оставила Албанию на последнем месте. В отборе на чемпионат Европы 1984 года Албания неожиданно отобрала очки у Северной Ирландии, не позволив в итоге той пройти на чемпионат Европы. В отборе на чемпионат мира 1986 года Албания снова отметилась с положительной стороны, отобрав очки у выигравшей группу Польши (2:2) и занявшей второе место Бельгии (2:0).

#### 1990-е годы
Экономический и политический кризис в стране в начале 1990-х пагубно сказался на результатах сборной, которая проигрывала все матчи подряд. Только в отборе на Евро-1996 Албания стала подавать признаки жизни: дважды она уступила минимально Германии 1:2, пропустив голы лишь на последних секундах, а также неожиданно обыграла в гостях Молдову. В отборе на чемпионат мира 1998 года Албания также дважды уступила Германии с минимальным перевесом, но превращала оба матча в триллеры, ведя по ходу встречи: на нейтральном поле (2:3) и в домашней игре в Ганновере (4:3) немцы, действующие чемпионы Европы, только чудом спаслись. В том же отборочном цикле албанцы сыграли вничью 2:2 с Арменией и победили Северную Ирландию 1:0.

#### Евро-2000
В отборочном цикле к Евро-2000 Албания набрала 7 очков благодаря одной победе и 4 ничьим. «Горные орлы» сыграли вничью против Греции (домашняя ничья 0:0), Норвегии (гостевая ничья 2:2, причём албанцы вели 0:2) и дважды Латвии (ничьи дома 3:3, причём албанцы отыграли со счёта 1:3, и в гостях 0:0). Победа над Грузией со счётом 2:1 благодаря голам Алтына Рракли и Бледара Коли помогла албанцам занять 5-е место в группе и отправила на дно турнирной таблицы грузин.
Изначально албанцы должны были сыграть с латышами дома, а затем в гостях, но из-за политической нестабильности на Балканах команды решили «поменяться» встречами. В домашнем матче против Норвегии албанцы, пропустив быстрый гол на 3-й минуте, сравняли счёт на 16-й минуте после свободного удара в исполнении Игли Таре только благодаря рикошету от Фроде Ольсена (гол мог быть в противном случае не засчитан) и проиграли, пропустив мяч от Торе-Андре Флу за 7 минут до конца второго тайма. Игра с Грецией в гостях прошла 6 октября 1999 года и была перенесена с 8 сентября из-за разрушительного землетрясения.

### XXI век

#### Первая половина 2000-х
Албания не пользовалась услугами иностранных специалистов со времён работы Н. М. Люкшинова как консультанта в тиранском «Партизани» и национальной сборной. Однако проваленный отбор на чемпионат мира 2002 года при всего одной победе над Грецией 2:0 за весь цикл заставил их задуматься о приглашении иностранца, коим стал сначала итальянец Джузеппе Доссена, а затем и немец Ханс-Петер Бригель. Доссена руководил сборной в первых двух матчах отбора на Евро-2004, а затем его место занял Бригель. Албания добилась неожиданного результата, дважды выиграв дома и дважды сведя встречи вничью (впрочем, в гостях она не набрала ни одного очка, но забила четыре гола). Апофеозом этого стала победа над Россией 3:1, когда албанцы довели дело до победы, несмотря на нереализованный пенальти в первом тайме. Уже в следующем отборочном цикле к ЧМ-2006 албанцы разбили новоиспечённых чемпионов Европы греков 2:1, сборную Казахстана дважды (1:0 и 2:1), а также Грузию (3:2). Отобрали албанцы очки и у выигравшей группу Украины (2:2), набрав в итоге 13 очков и опередив Грузию и Казахстан.

#### Евро-2008
Отборочный турнир на Евро-2008 албанцы провели не слишком удачно, заняв 5-е место в группе, но одержали две победы и свели сразу пять игр вничью. Албанцы дважды обыграли Люксембург 2:0 дома и 3:0 в гостях, а также свели вничью матчи с Болгарией (0:0 в гостях и 1:1 дома), со Словенией (две нулевые ничьи) и с Беларусью (2:2). В матчах с командой Нидерландов албанцы проиграли 2:1 и 0:1 по причине очень подозрительного судейства: в матче 12 сентября 2007 судья отменил чистый гол албанцев, что вызвало протесты и у руководства футбольной ассоциации. Теоретические шансы Албания утратила после нулевой ничьи в гостях против Словении.
Поражения от Беларуси 4:2 и от Румынии 6:1 привели к тому, что в отставку подал тренер сборной австриец Отто Барич, а его преемником должен был стать голландец Ари Хан, о чём объявил президент Ассоциации Арманд Дука. 4 января 2008 был подписан контракт.

#### ЧМ-2010
2008 год для Албании начался с неприятностей: 14 марта ФИФА и УЕФА временно исключили Албанию из своих рядов из-за вмешательства политиков в дела Ассоциации, а возвращение Ассоциации в ФИФА и УЕФА состоялось только спустя 46 дней.
Албания, как и прежде, опять не смогла попасть на крупный турнир, однако из 10 игр проиграла 5, сведя 4 вничью и выиграв одну. Начало цикла ознаменовалось сенсационной нулевой ничьей со Швецией, потом Албания разгромила Мальту 3:0 (голы забивали Эрьон Богдани, Арменд Далку и Клодиан Дуро). А 15 октября 2008 албанцы и вовсе сыграли в гостях вничью с Португалией 0:0, повергнув в шок всю Европу. Впоследствии эти отобранные очки не позволили Швеции продолжить борьбу за выход на чемпионат мира, а Португалию отправили в стыковые матчи.
11 февраля 2009, однако, Албания подарила очки Мальте, сыграв нулевую ничью с ней, и неприятности снова посыпались на албанцев. В мае 2009 года произошла смена тренера, коим стал хорват Йосип Куже. Домашняя игра с Португалией 6 июня 2009 решала очень многое: албанцы, готовые биться до конца, даже решили психологически подавить португальцев, протащив на трибуны баннер с Криштиану Роналду в женском платье и подписью «Miss FIFA World Cup». Счёт в той игре открыл Угу Алмейда, затем албанцы усилиями Эрьона Богдани счёт сравняли, но на последних секундах пропустили роковой гол от Бруну Алвеша, который выбил их из дальнейшей борьбы. Албания отметилась только ничьей с Данией в конце турнира.

#### Евро-2012
В активе Албании в отборе на Евро-2012 оказалось всего две победы над Люксембургом 1:0, когда единственный гол забил Хамди Салихи, и Беларусью с тем же счётом и тем же Салихи как автором гола. Дважды Албания отбирала очки у Румынии, играя вничью, один раз отобрала очки у Боснии и Герцеговины. В том же отборочном цикле Албания умудрилась проиграть и Люксембургу 1:2. В декабре 2011 года Йосип Куже был уволен, а его место занял Джанни Де Бьязи.

#### ЧМ-2014
Албания стала пользоваться чаще привлечением косовских албанцев в свою сборную: так, к 13 августа 2013 года таких футболистов насчитывалось уже 14 в обойме сборной (сыгравших хотя бы одну игру или получавших вызов в сборную). Тем самым Де Бьязи рассчитывал оформить выход Албании на чемпионат мира. После шести игр Албания была на втором месте, однако быстро растеряла преимущество и в итоге финишировала только пятой. Уже после квалификации капитан сборной Лорик Цана был включён в символическую сборную игроков, которым не доведётся сыграть в Бразилии на мундиале.
И тем не менее, албанцы не остались без чемпионата мира: к 5 марта 2014 в семь различных сборных мира (Албанию, Косово, Швейцарию, Финляндию, Германию и Черногорию) были вызваны сразу 54 футболиста албанского происхождения. А на самом чемпионате мира сыграли три звезды мирового класса, албанцы по происхождению: Аднан Янузай (Бельгия), Джердан Шакири и Гранит Джака (Швейцария). Присутствие албанцев в Бразилии, по версии газеты Mundo Deportivo, подтвердило не только интерес албанцев к футболу, но и способность готовить игроков мирового класса. К сентябрю 2014 года выяснилось, что за границей играют 80 футболистов албанского происхождения, 46 из которых осели в Швейцарии.

#### Евро-2016

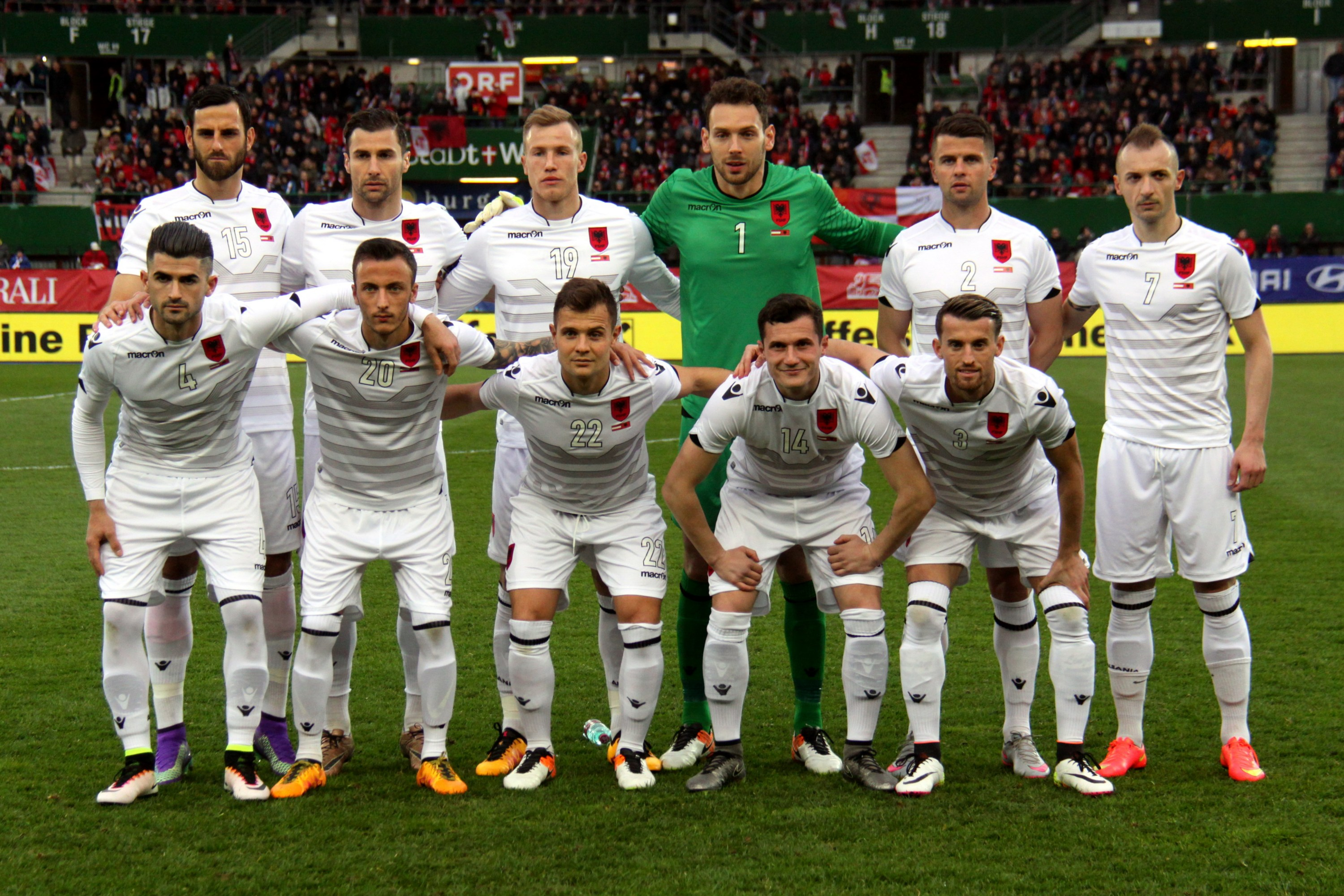
Сборная Албании по футболу (2016)

23 февраля 2014 состоялась судьбоносная, как позднее выяснилось, жеребьёвка отборочного турнира Евро-2016. Албания попала в группу к хорошо знакомым ей Португалии и Дании, а также к Сербии и Армении. Турнир начался с сенсационной победы албанцев в Порту благодаря точному удару Бекима Балая и ничьи против Дании на новом стадионе «Эльбасан Арена». Следующий матч ознаменовался грандиозным скандалом: в игре против Сербии на стадионе Партизана кто-то из албанских фанатов выпустил дрон с баннером Великой Албании. Сербские игроки сорвали знамя, спровоцировав тем самым потасовку на стадионе. Изначально Албании присудили поражение 0:3, а Сербии не начислили очков. Решение опротестовали обе стороны, но не добились результата. УЕФА не изменила своего решения. Вскоре последовала жалоба в Высший арбитражный суд в Лозанне, и 10 июля 2015 тот принял решение засчитать техническую победу Албании 3:0.
Дома против сборной Армении албанцы провели сильный матч, благодаря голам Мергима Маврая и Шкельзена Гаши выиграв со счётом 2:1 и выйдя на 2-е место в группе. Албания завершила серию из пяти первых матчей квалификации на втором месте. В товарищеском матче 13 июня 2015 они сумели неожиданно обыграть Францию, а в сентябре после ничьи с Данией как минимум добились выхода в стыковые матчи. 11 октября 2015 албанцы, разгромив в Ереване Армению 3:0, добились исторического достижения и вышли на чемпионат Европы впервые в своей истории.

#### Евро-2020
В марте 2019 года главный тренер Кристиан Пануччи уволен с поста главного тренера сборной Албании.

#### Евро-2024
После ничьи со Сборной Фарерских островов (0:0) сборная Албании закрепила за собой 1-е место в группе Е после 8-и туров цикла отборочного турнира чемпионата Европы 2024, при этом находясь в группе с Польшей и Чехией, тем самым сенсационно оформив себе путёвку на Евро.
В первом туре финальной части Евро-2024 Албания отметилась уникальным достижением. Уже на 22-й секунде матча игрок сборной Недим Байрами оформил самый быстрый гол в истории Евро, побив рекорд Дмитрия Кириченко, который забил на 67-й секунде на Евро-2004.

## Статистика выступлений на крупных международных турнирах

### Чемпионаты мира
| Финальные турниры | Финальные турниры      | Финальные турниры      | Финальные турниры      | Финальные турниры      | Финальные турниры      | Финальные турниры      | Финальные турниры      | Финальные турниры      | Отборочные турниры   | Отборочные турниры   | Отборочные турниры   | Отборочные турниры   | Отборочные турниры   | Отборочные турниры   | Отборочные турниры   |                      |
| Год               | Результат              | Место                  | И                      | В                      | Н                      | П                      | ГЗ                     | ГП                     | Место                | И                    | В                    | Н                    | П                    | ГЗ                   | ГП                   |                      |
| ----------------- | ---------------------- | ---------------------- | ---------------------- | ---------------------- | ---------------------- | ---------------------- | ---------------------- | ---------------------- | -------------------- | -------------------- | -------------------- | -------------------- | -------------------- | -------------------- | -------------------- | -------------------- |
| 1930              | Не принимала участия   | Не принимала участия   | Не принимала участия   | Не принимала участия   | Не принимала участия   | Не принимала участия   | Не принимала участия   | Не принимала участия   | Не принимала участия | Не принимала участия | Не принимала участия | Не принимала участия | Не принимала участия | Не принимала участия | Не принимала участия | Не принимала участия |
| 1934              | Не принимала участия   | Не принимала участия   | Не принимала участия   | Не принимала участия   | Не принимала участия   | Не принимала участия   | Не принимала участия   | Не принимала участия   | Не принимала участия | Не принимала участия | Не принимала участия | Не принимала участия | Не принимала участия | Не принимала участия | Не принимала участия | Не принимала участия |
| 1938              | Не принимала участия   | Не принимала участия   | Не принимала участия   | Не принимала участия   | Не принимала участия   | Не принимала участия   | Не принимала участия   | Не принимала участия   | Не принимала участия | Не принимала участия | Не принимала участия | Не принимала участия | Не принимала участия | Не принимала участия | Не принимала участия | Не принимала участия |
| 1950              | Не принимала участия   | Не принимала участия   | Не принимала участия   | Не принимала участия   | Не принимала участия   | Не принимала участия   | Не принимала участия   | Не принимала участия   | Не принимала участия | Не принимала участия | Не принимала участия | Не принимала участия | Не принимала участия | Не принимала участия | Не принимала участия | Не принимала участия |
| 1954              | Не принимала участия   | Не принимала участия   | Не принимала участия   | Не принимала участия   | Не принимала участия   | Не принимала участия   | Не принимала участия   | Не принимала участия   | Не принимала участия | Не принимала участия | Не принимала участия | Не принимала участия | Не принимала участия | Не принимала участия | Не принимала участия | Не принимала участия |
| 1958              | Не принимала участия   | Не принимала участия   | Не принимала участия   | Не принимала участия   | Не принимала участия   | Не принимала участия   | Не принимала участия   | Не принимала участия   | Не принимала участия | Не принимала участия | Не принимала участия | Не принимала участия | Не принимала участия | Не принимала участия | Не принимала участия | Не принимала участия |
| 1962              | Не принимала участия   | Не принимала участия   | Не принимала участия   | Не принимала участия   | Не принимала участия   | Не принимала участия   | Не принимала участия   | Не принимала участия   | Не принимала участия | Не принимала участия | Не принимала участия | Не принимала участия | Не принимала участия | Не принимала участия | Не принимала участия | Не принимала участия |
| 1966              | Не прошла квалификацию | Не прошла квалификацию | Не прошла квалификацию | Не прошла квалификацию | Не прошла квалификацию | Не прошла квалификацию | Не прошла квалификацию | Не прошла квалификацию | 4/4                  | 6                    | 0                    | 1                    | 5                    | 2                    | 12                   |                      |
| 1970              | Не принимала участия   | Не принимала участия   | Не принимала участия   | Не принимала участия   | Не принимала участия   | Не принимала участия   | Не принимала участия   | Не принимала участия   | Не принимала участия | Не принимала участия | Не принимала участия | Не принимала участия | Не принимала участия | Не принимала участия | Не принимала участия | Не принимала участия |
| 1974              | Не прошла квалификацию | Не прошла квалификацию | Не прошла квалификацию | Не прошла квалификацию | Не прошла квалификацию | Не прошла квалификацию | Не прошла квалификацию | Не прошла квалификацию | 4/4                  | 6                    | 1                    | 0                    | 5                    | 3                    | 13                   |                      |
| 1978              | Не принимала участия   | Не принимала участия   | Не принимала участия   | Не принимала участия   | Не принимала участия   | Не принимала участия   | Не принимала участия   | Не принимала участия   | Не принимала участия | Не принимала участия | Не принимала участия | Не принимала участия | Не принимала участия | Не принимала участия | Не принимала участия | Не принимала участия |
| 1982              | Не прошла квалификацию | Не прошла квалификацию | Не прошла квалификацию | Не прошла квалификацию | Не прошла квалификацию | Не прошла квалификацию | Не прошла квалификацию | Не прошла квалификацию | 4/5                  | 8                    | 1                    | 0                    | 7                    | 4                    | 22                   |                      |
| 1986              | Не прошла квалификацию | Не прошла квалификацию | Не прошла квалификацию | Не прошла квалификацию | Не прошла квалификацию | Не прошла квалификацию | Не прошла квалификацию | Не прошла квалификацию | 3/4                  | 6                    | 1                    | 2                    | 3                    | 6                    | 9                    |                      |
| 1990              | Не прошла квалификацию | Не прошла квалификацию | Не прошла квалификацию | Не прошла квалификацию | Не прошла квалификацию | Не прошла квалификацию | Не прошла квалификацию | Не прошла квалификацию | 4/4                  | 6                    | 0                    | 0                    | 6                    | 3                    | 15                   |                      |
| 1994              | Не прошла квалификацию | Не прошла квалификацию | Не прошла квалификацию | Не прошла квалификацию | Не прошла квалификацию | Не прошла квалификацию | Не прошла квалификацию | Не прошла квалификацию | 7/7                  | 12                   | 1                    | 2                    | 9                    | 6                    | 26                   |                      |
| 1998              | Не прошла квалификацию | Не прошла квалификацию | Не прошла квалификацию | Не прошла квалификацию | Не прошла квалификацию | Не прошла квалификацию | Не прошла квалификацию | Не прошла квалификацию | 6/6                  | 10                   | 1                    | 1                    | 8                    | 7                    | 20                   |                      |
| 2002              | Не прошла квалификацию | Не прошла квалификацию | Не прошла квалификацию | Не прошла квалификацию | Не прошла квалификацию | Не прошла квалификацию | Не прошла квалификацию | Не прошла квалификацию | 5/5                  | 8                    | 1                    | 0                    | 7                    | 5                    | 14                   |                      |
| 2006              | Не прошла квалификацию | Не прошла квалификацию | Не прошла квалификацию | Не прошла квалификацию | Не прошла квалификацию | Не прошла квалификацию | Не прошла квалификацию | Не прошла квалификацию | 5/7                  | 12                   | 4                    | 1                    | 7                    | 11                   | 20                   |                      |
| 2010              | Не прошла квалификацию | Не прошла квалификацию | Не прошла квалификацию | Не прошла квалификацию | Не прошла квалификацию | Не прошла квалификацию | Не прошла квалификацию | Не прошла квалификацию | 5/6                  | 10                   | 1                    | 4                    | 5                    | 6                    | 13                   |                      |
| 2014              | Не прошла квалификацию | Не прошла квалификацию | Не прошла квалификацию | Не прошла квалификацию | Не прошла квалификацию | Не прошла квалификацию | Не прошла квалификацию | Не прошла квалификацию | 5/6                  | 10                   | 3                    | 2                    | 5                    | 9                    | 11                   |                      |
| 2018              | Не прошла квалификацию | Не прошла квалификацию | Не прошла квалификацию | Не прошла квалификацию | Не прошла квалификацию | Не прошла квалификацию | Не прошла квалификацию | Не прошла квалификацию | 3/6                  | 10                   | 4                    | 1                    | 5                    | 10                   | 13                   |                      |
| 2022              | Не прошла квалификацию | Не прошла квалификацию | Не прошла квалификацию | Не прошла квалификацию | Не прошла квалификацию | Не прошла квалификацию | Не прошла квалификацию | Не прошла квалификацию | 3/6                  | 10                   | 6                    | 0                    | 4                    | 12                   | 12                   |                      |
| Всего             |                        |                        |                        |                        |                        |                        |                        |                        |                      | 114                  | 24                   | 14                   | 74                   | 88                   | 176                  |                      |

### Чемпионаты Европы
| Финальные турниры | Финальные турниры      | Финальные турниры      | Финальные турниры      | Финальные турниры      | Финальные турниры      | Финальные турниры      | Финальные турниры      | Финальные турниры      | Отборочные турниры   | Отборочные турниры   | Отборочные турниры   | Отборочные турниры   | Отборочные турниры   | Отборочные турниры   | Отборочные турниры   |                      |
| Год               | Результат              | Место                  | И                      | В                      | Н                      | П                      | ГЗ                     | ГП                     | Место                | И                    | В                    | Н                    | П                    | ГЗ                   | ГП                   |                      |
| ----------------- | ---------------------- | ---------------------- | ---------------------- | ---------------------- | ---------------------- | ---------------------- | ---------------------- | ---------------------- | -------------------- | -------------------- | -------------------- | -------------------- | -------------------- | -------------------- | -------------------- | -------------------- |
| 1960              | Не принимала участия   | Не принимала участия   | Не принимала участия   | Не принимала участия   | Не принимала участия   | Не принимала участия   | Не принимала участия   | Не принимала участия   | Не принимала участия | Не принимала участия | Не принимала участия | Не принимала участия | Не принимала участия | Не принимала участия | Не принимала участия | Не принимала участия |
| 1964              | Не прошла квалификацию | Не прошла квалификацию | Не прошла квалификацию | Не прошла квалификацию | Не прошла квалификацию | Не прошла квалификацию | Не прошла квалификацию | Не прошла квалификацию | 1/8 финала           | 4                    | 3                    | 0                    | 1                    | 7                    | 4                    |                      |
| 1968              | Не прошла квалификацию | Не прошла квалификацию | Не прошла квалификацию | Не прошла квалификацию | Не прошла квалификацию | Не прошла квалификацию | Не прошла квалификацию | Не прошла квалификацию | 3/3                  | 4                    | 0                    | 1                    | 3                    | 0                    | 12                   |                      |
| 1972              | Не прошла квалификацию | Не прошла квалификацию | Не прошла квалификацию | Не прошла квалификацию | Не прошла квалификацию | Не прошла квалификацию | Не прошла квалификацию | Не прошла квалификацию | 4/4                  | 6                    | 1                    | 1                    | 4                    | 5                    | 9                    |                      |
| 1976              | Не принимала участия   | Не принимала участия   | Не принимала участия   | Не принимала участия   | Не принимала участия   | Не принимала участия   | Не принимала участия   | Не принимала участия   | Не принимала участия | Не принимала участия | Не принимала участия | Не принимала участия | Не принимала участия | Не принимала участия | Не принимала участия | Не принимала участия |
| 1980              | Не принимала участия   | Не принимала участия   | Не принимала участия   | Не принимала участия   | Не принимала участия   | Не принимала участия   | Не принимала участия   | Не принимала участия   | Не принимала участия | Не принимала участия | Не принимала участия | Не принимала участия | Не принимала участия | Не принимала участия | Не принимала участия | Не принимала участия |
| 1984              | Не прошла квалификацию | Не прошла квалификацию | Не прошла квалификацию | Не прошла квалификацию | Не прошла квалификацию | Не прошла квалификацию | Не прошла квалификацию | Не прошла квалификацию | 5/5                  | 8                    | 0                    | 2                    | 6                    | 4                    | 14                   |                      |
| 1988              | Не прошла квалификацию | Не прошла квалификацию | Не прошла квалификацию | Не прошла квалификацию | Не прошла квалификацию | Не прошла квалификацию | Не прошла квалификацию | Не прошла квалификацию | 4/4                  | 6                    | 0                    | 0                    | 6                    | 2                    | 17                   |                      |
| 1992              | Не прошла квалификацию | Не прошла квалификацию | Не прошла квалификацию | Не прошла квалификацию | Не прошла квалификацию | Не прошла квалификацию | Не прошла квалификацию | Не прошла квалификацию | 5/5                  | 7                    | 1                    | 0                    | 6                    | 2                    | 21                   |                      |
| 1996              | Не прошла квалификацию | Не прошла квалификацию | Не прошла квалификацию | Не прошла квалификацию | Не прошла квалификацию | Не прошла квалификацию | Не прошла квалификацию | Не прошла квалификацию | 5/6                  | 10                   | 2                    | 2                    | 6                    | 10                   | 16                   |                      |
| 2000              | Не прошла квалификацию | Не прошла квалификацию | Не прошла квалификацию | Не прошла квалификацию | Не прошла квалификацию | Не прошла квалификацию | Не прошла квалификацию | Не прошла квалификацию | 5/6                  | 10                   | 1                    | 4                    | 5                    | 8                    | 14                   |                      |
| 2004              | Не прошла квалификацию | Не прошла квалификацию | Не прошла квалификацию | Не прошла квалификацию | Не прошла квалификацию | Не прошла квалификацию | Не прошла квалификацию | Не прошла квалификацию | 4/5                  | 8                    | 2                    | 2                    | 4                    | 11                   | 15                   |                      |
| 2008              | Не прошла квалификацию | Не прошла квалификацию | Не прошла квалификацию | Не прошла квалификацию | Не прошла квалификацию | Не прошла квалификацию | Не прошла квалификацию | Не прошла квалификацию | 5/7                  | 12                   | 2                    | 5                    | 5                    | 12                   | 18                   |                      |
| 2012              | Не прошла квалификацию | Не прошла квалификацию | Не прошла квалификацию | Не прошла квалификацию | Не прошла квалификацию | Не прошла квалификацию | Не прошла квалификацию | Не прошла квалификацию | 5/6                  | 10                   | 2                    | 3                    | 5                    | 7                    | 14                   |                      |
| 2016              | Групповой раунд        | 18                     | 3                      | 1                      | 0                      | 2                      | 1                      | 3                      | 2/5                  | 8                    | 4                    | 2                    | 2                    | 10                   | 5                    |                      |
| 2020              | Не прошла квалификацию | Не прошла квалификацию | Не прошла квалификацию | Не прошла квалификацию | Не прошла квалификацию | Не прошла квалификацию | Не прошла квалификацию | Не прошла квалификацию | 4/6                  | 10                   | 4                    | 1                    | 5                    | 16                   | 14                   |                      |
| 2024              | Групповой раунд        | 21                     | 3                      | 0                      | 1                      | 2                      | 3                      | 5                      | 1/5                  | 8                    | 4                    | 3                    | 1                    | 12                   | 4                    |                      |
| Всего             | 2/17                   | 2/17                   | 6                      | 1                      | 1                      | 4                      | 4                      | 8                      | Всего                | 111                  | 26                   | 26                   | 59                   | 100                  | 177                  |                      |

## Текущий состав
Следующие игроки были вызваны в состав сборной главным тренером Силвиньо для участия в матчах чемпионата Европы 2024.
Игры и голы приведены по состоянию на 24 июня 2024 года:
| 1  | Вр  | Этрит Бериша    | 10 марта 1989 (36 лет)    | 81 | -77 | Эмполи               |  |  |
| 13 | Вр  | Эльхан Кастрати | 2 февраля 1997 (28 лет)   | 2  | 0   | Читтаделла           |  |  |
| 23 | Вр  | Томас Стракоша  | 19 марта 1995 (30 лет)    | 31 | -38 | Брентфорд            |  |  |
|    |     |                 |                           |    |     |                      |  |  |
| 2  | Защ | Иван Балью      | 1 января 1992 (33 года)   | 14 | 0   | Райо Вальекано       |  |  |
| 3  | Защ | Марио Митай     | 6 августа 2003 (21 год)   | 17 | 0   | Аль-Иттихад (Джидда) |  |  |
| 4  | Защ | Эльсеид Хюсай   | 20 февраля 1994 (31 год)  | 86 | 2   | Лацио                |  |  |
| 5  | Защ | Арлинд Аети     | 25 сентября 1993 (31 год) | 29 | 1   | ЧФР                  |  |  |
| 6  | Защ | Берат Джимсити  | 19 февраля 1993 (32 года) | 61 | 1   | Аталанта             |  |  |
| 13 | Защ | Энеа Михай      | 5 июля 1998 (27 лет)      | 19 | 0   | Фамаликан            |  |  |
| 18 | Защ | Ардиан Исмайли  | 30 сентября 1996 (28 лет) | 38 | 2   | Эмполи               |  |  |
| 24 | Защ | Мараш Кумбулла  | 8 февраля 2000 (25 лет)   | 19 | 0   | Сассуоло             |  |  |
| 25 | Защ | Насер Алийи     | 27 декабря 1993 (31 год)  | 14 | 0   | Волунтари            |  |  |
|    |     |                 |                           |    |     |                      |  |  |
| 8  | ПЗ  | Клаус Гясуля    | 14 декабря 1989 (35 лет)  | 29 | 1   | Дармштадт 98         |  |  |
| 10 | ПЗ  | Недим Байрами   | 28 февраля 1999 (26 лет)  | 26 | 5   | Сассуоло             |  |  |
| 14 | ПЗ  | Казим Лачи      | 19 января 1996 (29 лет)   | 30 | 4   | Спарта (Прага)       |  |  |
| 16 | ПЗ  | Медон Бериша    | 21 октября 2003 (21 год)  | 2  | 0   | Лечче                |  |  |
| 17 | ПЗ  | Эрнест Мучи     | 19 марта 2001 (24 года)   | 12 | 3   | Бешикташ             |  |  |
| 20 | ПЗ  | Юльбер Рамадани | 12 апреля 1996 (29 лет)   | 38 | 1   | Лечче                |  |  |
| 21 | ПЗ  | Кристьян Аслани | 9 марта 2002 (23 года)    | 23 | 2   | Интернационале       |  |  |
| 22 | ПЗ  | Амир Абраши     | 27 марта 1990 (35 лет)    | 50 | 1   | Грассхоппер          |  |  |
|    |     |                 |                           |    |     |                      |  |  |
| 7  | Нап | Рей Манай       | 24 февраля 1997 (28 лет)  | 37 | 8   | Сивасспор            |  |  |
| 9  | Нап | Ясир Асани      | 19 мая 1995 (30 лет)      | 16 | 4   | Кванджу              |  |  |
| 11 | Нап | Армандо Броя    | 26 февраля 1999 (26 лет)  | 23 | 5   | Фулхэм               |  |  |
| 15 | Нап | Таулянт Сефери  | 15 ноября 1996 (28 лет)   | 21 | 3   | Бани Яс              |  |  |
| 19 | Нап | Мирлинд Даку    | 1 января 1998 (27 лет)    | 6  | 1   | Рубин                |  |  |
| 26 | Нап | Арбер Ходжа     | 6 октября 1998 (26 лет)   | 7  | 0   | Динамо (Загреб)      |  |  |

## Форма
Основными цветами формы сборной Албании являются красный (футболки) и чёрный (трусы), резервный комплект — полностью белый.

### Домашняя
| 1946       | 1970      | 1983—1984 | 1986—1987 | 1990—1992 | 1992      | 1994      | 1996—1998 | 1998—2000 | 2001—2002             | 2002—2004 |
| 2005—2006  | 2006—2008 | 2010—2012 | 2012      | 2013—2015 | Евро-2016 | 2017—2018 | 2019—2021 | 2021—2023 | 2023—2024 · Евро-2024 | 2024—2025 |
| 2025—н. в. |           |           |           |           |           |           |           |           |                       |           |

### Гостевая
| 1987—1988 | 1990—1991 | 1998—2000 | 2001—2002             | 2005—2006 | 2006—2008  | 2008—2010 | 2010—2012 | 2012 | 2013—2015 | Евро-2016 |
| 2017—2018 | 2019—2021 | 2021—23   | 2023—2024 · Евро-2024 | 2024—2025 | 2025—н. в. |           |           |      |           |           |

### Резервная
| Евро-2016 | 2017—2018 | 2019—2021 | 2021—2023 | 2023—2024 · Евро-2024 | 2024—2025 | 2025—н. в. |

Источники:,